# Renata Drozd
Renata Drozd (ur. 1975 roku w Kielcach) – polska śpiewaczka dysponująca sopranem spinto.
Absolwentka Państwowej Szkoły Muzycznej II stopnia w Kielcach. 
Studiowała na Wydziale Wokalno-Aktorskim Akademii Muzycznej im. Grażyny i Kiejstuta Bacewiczów w Łodzi w klasie prof. Adeli Winiarskiej-Skrzyneckiej, w 1999 otrzymując dyplom z wyróżnieniem.
Od 2005 jest solistką Teatru Muzycznego w Lublinie. Na jej repertuar składają się główne partie operowe i operetkowe, m.in. Silvy Varescu (Księżniczka czardasza Imre Kálmána), Hanny Glavari (Wesoła wdówka Ferenca Lehára), Micaeli (Carmen Georges'a Bizeta).
W 2006 nawiązała współpracę z Waldemarem Malickim, z którym koncertuje i bierze udział w nagraniach jego autorskich programów telewizyjnych z cyklu: Co tu jest grane? oraz Filharmonia Dowcipu.
Artystka kilkukrotnie śpiewała na Międzynarodowym Festiwalu Muzycznym im. Krystyny Jamroz w Busku-Zdroju.